# Baterie Corradino
Baterie Corradino (malt. Batteriji ta’ Kordin, ang. Corradino Batteries) – ciąg baterii artyleryjskich na Corradino Heights koło Paoli na Malcie, które zostały zbudowane przez maltańskich powstańców podczas blokady Francuzów 1798-1800 roku. Baterie te stanowiły część łańcucha baterii, redut i umocnień, otaczających francuskie pozycje w Marsamxett i Grand Harbour.
Baterie Corradino powstały na terenie Stadniny Wielkiego Mistrza (Grand Master’s Stables), wielkiego barokowego budynku na szczycie Corradino Heights. Podczas oblężenia, stajnie służyły jako koszary dla powstańców.
Znajdowały się tam trzy baterie, wychodzące na Għajn Dwieli, Senglea oraz Floriana Lines, odpowiednio:
- Bateria skierowana w stronę Għajn Dwieli była położona obok wejścia do stadniny, i była uzbrojona w dwa działa 8-funtowe.
- Bateria wychodząca na drogę wiodącą z Senglei, uzbrojona była w dwa 8-funtowe działa, przetransportowane z nadbrzeżnego umocnienia (entrenchment) Xrobb l-Għaġin.
- Bateria wychodząca na Marsę i Floriana Lines, uzbrojona była pierwotnie w cztery działa 6-funtowe, przy czym Brytyjczycy wzmocnili ją później dwoma 9-calowymi moździerzami.

Baterie połączone były razem długim szańcem wykonanym z gruzu kamiennego. Na północ od baterii znajdowała się wieża Belvedere. Na koniec oblężenia uzbrojenie baterii stanowiło pięć dział, w tym 18-funtowe, przetransportowane z baterii St. Julian’s. Wiodącą rolę w zakończonej w styczniu 1799 roku budowie baterii miał maltański architekt Michele Cachia.
Baterie i przylegający do nich obóz powstańczy, były jednymi z największych i najważniejszych stanowisk powstańczych. W obozie pod dowództwem Emmanuele Vitale znajdowało się 224 mężczyzn z Rabatu i Dingli.
21 listopada 1798 roku francuscy żołnierze zaatakowali Corradino, lecz zostali odparci przez Maltańczyków. Podczas oblężenia, działa ze stołecznej Saluting Battery ćwiczyły zwalczanie powstańców na Corradino.
Budynek Stadniny Wielkiego Mistrza został bardzo mocno uszkodzony przez francuskie ostrzeliwanie i zrujnowana budowla została ostatecznie zburzona 21 stycznia 1811 roku. Przylegające baterie zostały również w tym czasie rozebrane. Współcześnie teren zajmowany niegdyś przez stajnie i baterie jest uprzemysłowiony.